# E-Prix di Roma 2019
L'E-Prix di Roma 2019 è stato il settimo appuntamento del Campionato di Formula E 2018-2019. La gara è stata vinta dal neozelandese Mitch Evans, settimo vincitore diverso in sette gare, dopo la pole ottenuta da André Lotterer.

## Prima della gara
- Introduzione della regola Stop the Clock: in caso di bandiera rossa, il tempo rimanente per la fine della gara si ferma[1];
- Maximilian Günther riprende il suo posto[2] e sostituisce Felipe Nasr[3][4];
- la Jaguar sostituisce Nelson Piquet Jr. con Alex Lynn.[5]

## Risultati

### Qualifiche
| Pos. | N. | Pilota                 | Squadra                   | Qualifica | Gap     | SuperPole | Gap    | Griglia |
| ---- | -- | ---------------------- | ------------------------- | --------- | ------- | --------- | ------ | ------- |
| 1    | 36 | André Lotterer         | DS Techeetah              | 1:29.761  | -       | 1:32.123  | -      | 1       |
| 2    | 20 | Mitch Evans            | Panasonic Jaguar Racing   | 1:29.942  | +0.181  | 1:32.483  | +0.360 | 2       |
| 3    | 7  | José María López       | Geox Dragon Racing        | 1:30.099  | +0.338  | 1:32.906  | +0.783 | 3       |
| 4    | 4  | Stoffel Vandoorne      | HWA Racelab               | 1:30:207  | +0.446  | 1:33.233  | +1.110 | 4       |
| 5    | 6  | Maximilian Günther     | Geox Dragon Racing        | 1:30.277  | +0.516  | 1:35.640  | +3.517 | 5       |
| 6    | 23 | Sébastien Buemi        | Nissan e.Dams             | 1:30.341  | +0.580  | 1:36.331  | +4.208 | 6       |
| 7    | 48 | Edoardo Mortara        | Venturi Grand Prix        | 1:30.397  | +0.636  |           |        | 7       |
| 8    | 4  | Robin Frijns           | Envision Virgin Racing    | 1:30.422  | +0.661  |           |        | 8       |
| 9    | 94 | Pascal Wehrlein        | Mahindra Racing           | 1:30.609  | +0.848  |           |        | 14      |
| 10   | 19 | Felipe Massa           | Venturi Grand Prix        | 1:30.623  | +0.862  |           |        | 9       |
| 11   | 22 | Oliver Rowland         | Nissan e.Dams             | 1:30.723  | +0.962  |           |        | 10      |
| 12   | 28 | António Félix da Costa | BMW i Andretti Motorsport | 1:30.804  | +1.043  |           |        | 11      |
| 13   | 2  | Sam Bird               | Envision Virgin Racing    | 1:30.880  | +1.119  |           |        | 12      |
| 14   | 11 | Lucas Di Grassi        | Audi Sport ABT Schaeffler | 1:30.977  | +1.216  |           |        | 13      |
| 15   | 17 | Gary Paffett           | HWA Racelab               | 1:30.980  | +1.219  |           |        | 15      |
| 16   | 25 | Jean-Éric Vergne       | DS Techeetah              | 1:31.016  | +1.255  |           |        | 16      |
| 17   | 66 | Daniel Abt             | Audi Sport ABT Schaeffler | 1:31.043  | +1.282  |           |        | 17      |
| 18   | 16 | Oliver Turvey          | NIO Formula E Team        | 1:31.043  | +1.282  |           |        | 18      |
| 19   | 64 | Jérôme d'Ambrosio      | Mahindra Racing           | 1:31.192  | +1.431  |           |        | 19      |
| 20   | 8  | Tom Dillmann           | NIO Formula E Team        | 1:31.220  | +1.459  |           |        | 20      |
| 21   | 3  | Alex Lynn              | Panasonic Jaguar Racing   | 1:39.657  | +9.896  |           |        | 21      |
| 22   | 27 | Alexander Sims         | BMW i Andretti Motorsport | 1:46.182  | +16.421 |           |        | 22      |

### Gara
| Pos.  | N. | Pilota                 | Squadra                   | Giri | Tempo/Ritiro | Griglia | Punti |
| ----- | -- | ---------------------- | ------------------------- | ---- | ------------ | ------- | ----- |
| 1     | 20 | Mitch Evans            | Panasonic Jaguar Racing   | 29   | 1h33:51.140  | 2       | 25    |
| 2     | 36 | André Lotterer         | DS Techeetah              | 29   | +0.979       | 1       | 21    |
| 3     | 5  | Stoffel Vandoorne      | HWA Racelab               | 29   | +6.399       | 4       | 15    |
| 4     | 4  | Robin Frijns           | Envision Virgin Racing    | 29   | +9.181       | 8       | 12    |
| 5     | 23 | Sébastien Buemi        | Nissan e.DAMS             | 29   | +19.405      | 6       | 11    |
| 6     | 22 | Oliver Rowland         | Nissan e.DAMS             | 29   | +11.262      | 10      | 8     |
| 7     | 11 | Lucas Di Grassi        | Audi Sport ABT Schaeffler | 29   | +24.340      | 13      | 6     |
| 8     | 64 | Jérôme d'Ambrosio      | Mahindra Racing           | 29   | +28.633      | 19      | 4     |
| 9     | 28 | António Félix da Costa | BMW i Andretti Motorsport | 29   | +30.651      | 11      | 2     |
| 10    | 94 | Pascal Wehrlein        | Mahindra Racing           | 29   | +30.735      | 14      | 1     |
| 11    | 2  | Sam Bird               | Envision Virgin Racing    | 29   | +32.272      | 12      |       |
| 12    | 3  | Alex Lynn              | Panasonic Jaguar Racing   | 29   | +42.238      | 21      |       |
| 13    | 16 | Oliver Turvey          | NIO Formula E Team        | 29   | +48.616      | 18      |       |
| 14    | 25 | Jean-Éric Vergne       | DS Techeetah              | 29   | +49.732      | 16      |       |
| 15    | 8  | Tom Dillmann           | NIO Formula E Team        | 29   | +52.253      | 20      |       |
| 16    | 7  | José María López       | GEOX Dragon               | 29   | +1:10.373    | 3       |       |
| 17    | 27 | Alexander Sims         | BMW i Andretti Motorsport | 29   | +1:11.373    | 22      |       |
| 18    | 66 | Daniel Abt             | Audi Sport ABT Schaeffler | 28   | +1 giro      | 17      |       |
| 19    | 6  | Maximilian Günther     | GEOX Dragon               | 28   | +1 giro      | 5       |       |
| Rit   | 19 | Felipe Massa           | Venturi Formula E Team    | 11   | Cambio       | 9       |       |
| Rit   | 48 | Edoardo Mortara        | Venturi Formula E Team    | 8    | Cambio       | 7       |       |
| Rit   | 17 | Gary Paffett           | HWA Racelab               | 0    | Incidente    | 15      |       |
| Fonte |    |                        |                           |      |              |         |       |

## Classifiche
Classifica Piloti
| +/– | Pos | Pilota                 | Punti   |
| --- | --- | ---------------------- | ------- |
| 1   | 1   | Jérôme d'Ambrosio      | 65      |
| 1   | 2   | António Félix da Costa | 64 (-1) |
| 6   | 3   | André Lotterer         | 62 (-3) |
| 7   | 4   | Mitch Evans            | 61 (-4) |
|     | 5   | Lucas Di Grassi        | 58 (-7) |

Classifica Squadre
| +/– | Pos | Squadra                   | Punti     |
| --- | --- | ------------------------- | --------- |
| 3   | 1   | DS Techeetah              | 116       |
| 1   | 2   | Envision Virgin Racing    | 109 (-7)  |
|     | 3   | Audi Sport ABT Schaeffler | 102 (-14) |
| 2   | 4   | Mahindra Racing           | 102 (-14) |
|     | 5   | BMW i Andretti Motorsport | 82 (-34)  |